# Manuel Pando
José Manuel Inocencio Pando Solares (ur. 27 grudnia 1849, zm. 17 czerwca 1917) – boliwijski generał i polityk.
Stał na czele stronnictwa liberałów, przewodząc w 1898 rewolcie przeciwko rządom konserwatystów, po czym objął 25 października 1899 urząd prezydenta Boliwii. Sprawował go do 14 sierpnia 1904, kiedy zastąpił go Ismael Montes. W 1903 na mocy układu z Petropolis oddał Brazylii region Acre, kończąc tym samym spór o Acre. W czasie jego prezydentury, do Boliwii sprowadzony został Arthur Posnansky. W 1915, Pando założył Partię Republikańską.
Został prawdopodobnie zamordowany, zmarł w El Alto w wieku 67 lat. Jedna z prowincji w regionie La Paz nosi jego imię.